# Jens Munk
Jens Munk (1579-1628) var en dansk-norsk søofficer, som af kong Christian IV i 1619 blev sendt af sted for at finde søvejen til Indien gennem Nordvestpassagen. 

## Baggrund
Jens Munk var født i Barbu ved Arendal i Norge, hvor hans far Erik Munk var lensherre. Jens Munk kom tidligt til søs. Han opholdt sig nogle år i Brasilien, hvorfra han kom hjem 1598. Den 1. marts 1611 udnævnes han til søkaptajn, og aflægger skibseden for rigsadmiral Mogens Ulfeldt. Under Kalmarkrigen var Jens Munk først næstkommanderende på fregatten "Heringnæs" under eskadreadmiral Jørgen Daa og blev senere chef på det lille krigsskib "Sorte Hund", der var indsat ved fæstningen Elfsborgs fald 24. maj 1612.

## Polarrejsen
Christian IV stillede Fregatten "Enhjørningen" og jagten "Lamprenen" til rådighed til togtet. Efter mange besværligheder fik Jens Munk skibene bemandet og udrustet. Umiddelbart efter en gudstjeneste i Holmens Kirke, hvor kongen holdt tale for besætningen, stod de to skibe ud af havnen søndag den 9. maj 1619 med kongens orlogsflag i Enhjørningens stormast. 
Jens Munk nåede den store Hudsonbugt i Canada ved floden Churchill, hvor han og besætningen overvintrede, dels på skibet, dels i en hytte på land. Da foråret kom, var kun tre i live af den 64 mand store besætning, resten var døde af skørbug (fejlernæring som følge af C-vitamin-mangel). Skørbug var den hyppigste dødsårsag for sømænd helt op til midten af 1700-tallet, hvor englænderne fandt ud af, at den tradtionelle kost af beskøjter og saltet kød skulle suppleres med C-vitaminrige citrusfrugter på lange rejser.
De tre overlevende fik rigget det mindste skib, "Lamprenen" til, og det lykkedes dem at sejle skibet tilbage til Bergen. Her fik de en brutal modtagelse, da lensmanden i Bergen kastede Jens Munk i fængsel for spild af kongens skibe og menneskeliv. Kongen fik dog frigivet Jens Munk, og hans beretninger om landet i Hudsonbugten fik kongen til at overveje en koloni i dette arktiske område. Det blev ikke til noget, og Jens Munks opdagelserejse blev aldrig nogen gevinst for Danmark-Norge. 
Ironisk nok blev Hudsonbugten et meget eftertragtet område fra 1650'erne, da franskmændene og englænderne sloges om kontrollen over dette område. Baggrunden for interessen var den indbringende handel med skind fra bæver, odder og andre dyr, pelsjægere fangede i fælder.
Jens Munk Island nær Baffin Island er senere navngivet efter Jens Munk.

## Jens Munk og Heibergs Elverhøi
I Elverhøj (1828) har Heiberg behændigt indflettet Jens Munks skæbne. Elisabeth Munk siger således bl.a.:
Jeg veed jo, da min Fader var beredt
Til anden Gang at gjæste Nordens Pol,
Bebreided Kongen ham med Vredes-Ord
Det Udfald som hans første Reise fik,
Og Skibenes og Mabets Forliis.
Han svarte rask, et Ord det andet tog,
Forbittret Kongen slog til ham med Stokken.
Det er et gammelt Sagn, at hvem Kong Christian
I Vrede har berørt, kan ikke leve;
Min Fader har stadfæstet